# Ciprian Ciucu
Ciprian Ciucu (n. 16 martie 1978, Pitești, România) este un om politic român, primar al Sectorului 6 al Bucureștiului. A fost până în 2023 președinte al organizației de București a Partidului Național Liberal.

## Biografie
Între 2015 - 2016 a fost președintele Consiliului Național de Integritate al ANI. A demisionat pe 1 martie 2016 pentru a deveni candidat independent la Primăria Municipiului București, susținut de partidul M10. În aprilie 2016 s-a înscris în PNL, devenind capul de listă al candidaților acestui partid la alegerile municipale. A fost consilier general al Municipiului București din iunie 2016 până în 2019. În cadrul Consiliului General, a fost unul din principalii adversari ai primarului general de la acea dată, Gabriela Firea.
A candidat fără succes din partea PNL la alegerile europarlamentare din 2019 pe poziția 18. In decembrie 2019 a fost numit președintele Agenției Naționale a Funcționarilor Publici.
A fost comentator politic al săptămânalului Observator Cultural, unde a avut o rubrică permanentă, și a publicat în Dilema Veche și România Liberă. În Cotidianul are o rubrică permanentă pe teme de educație.
În perioada 1999–2000 a condus Centrul de Monitorizare a Activității Electorale din cadrul Partidului Național Liberal.
A lucrat ulterior în administrația publică, pentru Președinția României, Ministerul Administrației Publice și Consiliul Economic și Social. Din 2003 a ales societatea civilă, de unde a promovat politici educaționale și a dezvoltat proiecte anti-corupție (Centrul Educația 2000+, Fundația pentru Dezvoltarea Societății Civile). 
A fost președinte și membru al boardului executiv al think tankului Centrul Român de Politici Europene alături de Cristian Ghinea.
A făcut parte din grupul de advocacy al Delegației Uniunii Europene - Team Europe.
La alegerile locale din 2020, a fost desemnat candidat pentru primăria Sectorului 6 al Bucureștiului din partea PNL, susținut și de Alianța USR-PLUS, câștigând postul de primar.